# لوكا بانتي
لوكا بانتي (بالإيطالية: Luca Banti) (مواليد 27 مارس 1974) حكم كرة قدم إيطالي.
في عام 2009، أصبح حكمًا من الفئة الثالثة في الاتحاد الأوروبي لكرة القدم، وفي بداية عام 2010 تمت ترقيته إلى الفئة الثانية، ثم إلى الفئة الأولى.
أصبح بانتي حكمًا في الاتحاد الدولي لكرة القدم (فيفا) في عام 2009. وقد عمل حكمًا في تصفيات كأس العالم 2014.

## روابط خارجية
- لوكا بانتي على موقع Soccerway.com (الإنجليزية)